# فهرست بخش‌های استان کردستان
فهرست بخش های استان کردستان سرشماری مرکز آمار ایران در سال ۱۳۹۵

## فهرست بخش های مرکزی شهرستان ها
| ردیف | بخش       | شهرستان  | جمعیت سال ۱۳۹۵ |
| ---- | --------- | -------- | -------------- |
| ۱    | بخش مرکزی | سنندج    | ۴۶۱٬۲۷۸        |
| ۲    | بخش مرکزی | سقز      | ۱۹۱٬۵۶۱        |
| ۳    | بخش مرکزی | مریوان   | ۱۷۶٬۴۵۰        |
| ۴    | بخش مرکزی | بانه     | ۱۲۲٬۴۳۹        |
| ۵    | بخش مرکزی | قروه     | ۹۲٬۲۸۷         |
| ۶    | بخش مرکزی | کامیاران | ۸۰٬۹۴۱         |
| ۷    | بخش مرکزی | بیجار    | ۶۵٬۸۸۸         |
| ۸    | بخش مرکزی | دیواندره | ۵۴٬۵۴۴         |
| ۹    | بخش مرکزی | دهگلان   | ۴۵٬۲۲۱         |
| ۱۰   | بخش مرکزی | سروآباد  | ۳۶٬۳۷۴         |

## فهرست بخش های تابعه شهرستان ها
لیست ۲۱ بخش تابعه شهرستان های استان کردستان
| ردیف | بخش             | شهرستان  | جمعیت سال ۱۳۹۵ |
| ---- | --------------- | -------- | -------------- |
| ۱    | بخش موچش        | کامیاران | ۲۱٬۹۱۵         |
| ۲    | بخش کلاترزان    | سنندج    | ۱۹٬۳۷۱         |
| ۳    | بخش بلبان آباد  | دهگلان   | ۱۸٬۷۹۴         |
| ۴    | بخش سریش‌آباد    | قروه     | ۱۷٬۷۱۷         |
| ۵    | بخش نمشیر       | بانه     | ۱۷٬۴۲۳         |
| ۶    | بخش چهاردولی    | قروه     | ۱۶٬۳۹۵         |
| ۷    | بخش کرفتو       | دیواندره | ۱۵٬۶۱۱         |
| ۸    | بخش دلبران      | قروه     | ۱۳٬۷۹۳         |
| ۹    | بخش زیویه       | سقز      | ۱۳٬۴۶۹         |
| ۱۰   | بخش امام        | سقز      | ۱۲٬۹۴۶         |
| ۱۱   | بخش کرانی       | بیجار    | ۱۲٬۵۳۷         |
| ۱۲   | بخش سیروان      | سنندج    | ۱۱٬۰۰۸         |
| ۱۳   | بخش خاوومیرآباد | مریوان   | ۱۰٬۸۸۸         |
| ۱۴   | بخش چنگ الماس   | بیجار    | ۱۰٬۷۳۷         |
| ۱۵   | بخش سارال       | دیواندره | ۹٬۸۸۴          |
| ۱۶   | بخش حسین آباد   | سنندج    | ۹٬۷۴۳          |
| ۱۷   | بخش ننور        | بانه     | ۹٬۴۶۹          |
| ۱۸   | بخش آرمرده      | بانه     | ۹٬۳۵۹          |
| ۱۹   | بخش اورامان     | کامیاران | ۸٬۵۶۶          |
| ۲۰   | بخش سرشیو       | سقز      | ۸٬۴۷۵          |
| ۲۱   | بخش سرشیو       | مریوان   | ۷٬۹۲۴          |